# Staines
Staines este un oraș în comitatul Surrey, regiunea South East, Anglia. Orașul se află în districtul Spelthorne a cărui reședință este.